# بینی‌شکافته‌ها
بینی‌شکافته‌ها (نام علمی: Rhegmatorhina) نام یک سرده از تیره مورچه‌مرغ است.